# 大花水蓑衣
大花水蓑衣（学名：Hygrophila megalantha）是爵床科水蓑衣属的植物，为中国的特有植物。分布于中国大陆的香港、福建、广东等地，一般生于江边湿地上，目前尚未由人工引种栽培。